# 辛村大禹庙
辛村大禹庙，位于山西省长治市壶关县集店乡辛村，是一处山西省文物保护单位。
2016年6月6日，辛村大禹庙公布为第五批山西省文物保护单位，年代为元、清，古建筑类，编号5-97。